# El ojo en la nuca
El ojo en la nuca es un cortometraje mexicano del año 2001 escrito y dirigido por Rodrigo Plá. Fue filmado en Montevideo, Uruguay, y tiene una duración de 25 minutos. Ganó tres premios en total, entre ellos un premio Ariel al Mejor Cortometraje de Ficción y una premio al mejor cortometraje en el Festival de Cine de La Habana.

## Argumento
En los años '70, durante la dictadura militar en Uruguay, Pablo presencia la muerte de su padre a manos del General Díaz. Después de la amnistía, Pablo desafía al General Díaz a un duelo, utilizando una antigua ley olvidada por las autoridades, con consecuencias trágicas.

## Reparto
- Gael García Bernal ... Pablo
- Evangelina Sosa ... Laura
- Daniel Hendler ... Diego
- Walter Reyno ... General Díaz
- Elena Zuasti ... Juez
- Marcelo Ricci